# 3-й Верхний переулок
3-й Ве́рхний переу́лок — переулок в историческом районе Парнас Выборгского административного района Санкт-Петербурга. Проходит от Домостроительной улицы до проспекта Энгельса.

## История
4 июля 1977 года безымянные проезды в промзоне Парнас получили названия Верхних переулков, с 1-го по 6-й. 3-й Верхний переулок начинался от Домостроительной улицы и заканчивался у проспекта Энгельса. Позже[когда?] переулок был продлён за проспект Энгельса, однако формально новый участок оставался безымянным.
Основной доминантой переулка и всей окружающей территории является комплекс Домостроительного комбината № 7 (ДСК-7, 3-й Верхний пер., 5), спроектированный и построенный в 1972—1975 годах как головное предприятие промзоны «Парнас». Комплекс занимает почти весь квартал, ограниченный с юга 3-м Верхним переулком, с севера — 4-м, с запада — проспектом Энгельса, и с востока — Домостроительной улицей. Архитектурное решение комплекса было разработано в 1970 году архитекторами П. Н. Бураковым и А. А. Фрадкиным, а технический проект в 1971—1972 годах разработал институт Ленгипростром (авторский коллектив — В. И. Банников, В. Н. Питанин, В. М. Хрусталев, Л. М. Старец, М. Н. Аксельрод, Р. В. Милей). В этом же квартале, рядом с ДСК-7, согласно Решению Градостроительного Совета Ленинграда и Госстроя СССР в 1975 году был построен Сельскостроительный комбинат (ССК) Главленинградстроя, производивший «сборные унифицированные конструкции облегченного типа для сельскохозяйственных производственных сооружений» (впоследствии — Парголовский завод строительных конструкций и материалов, «Паркон»).
В 1990-х гг. на территории домостроительного комбината образована парнасская площадка ДСК-2 — крупнейшего домостроительного комбината Европы, однако в 1993 году, в связи банкротством, производство на этой площадке было полностью остановлено, завод оказался заброшенным. В 1994 году на этой территории был образован ДСК «Блок», производивший панели для модернизированной 137-й серии, благодаря чему площадка оказалась поэтапно выведена из заброшенного состояния. В 2002 г. ДСК «Блок» вошел в состав Группы ЛСР, и с 2006 по 2012 годы подвергся комплексной модернизации. В конце 2012 г. фасад 9-этажне административное здание было реконструировано, получив навесной вентилируемый фасад из натурального камня и колонны из композитного материала.
В 2005 году на территории ДСК «Блок» была устроена Часовня Святых Царственных мучеников, приписанная к церкви  Святого Великомученика и целителя Пантелеимона на Ручье.
В 2006 году, в связи с предстоящим открытием станции метро «Парнас», участок западнее проспекта Энгельса был расширен с двух до шести полос движения, а 8 октября 2007 года он официально вошёл в состав 3-го Верхнего переулка.
6 июня 2012 года участок переулка от проспекта Энгельса до станции метро «Парнас» (в перспективе — до Заречной улицы) был выделен в улицу Михаила Дудина.

## Пересечения
Переулок пересекает следующие улицы:
- Домостроительная улица
- проспект Энгельса

Переулок два раза пересекает железную дорогу.